# Truszczyny
Truszczyny (deutsch Truszczyn, 1942 bis 1945 Heikenwalde) ist ein Dorf in der polnischen Woiwodschaft Ermland-Masuren. Es gehört zur Gmina Rybno (Landgemeinde Rybno, 1942 bis 1945 Rübenau, Kr. Neumark (Westpr.)) im Powiat Działdowski (Kreis Soldau).

## Geographische Lage
Truszczyny liegt im Südwesten der Woiwodschaft Ermland-Masuren, 19 Kilometer östlich der einstigen Kreishauptstadt Neumark (Westpreußen) (polnisch Nowe Miasto Lubawskie) des Kreises Löbau (Westpreußen) bzw. 29 Kilometer nordwestlich der heutigen Kreisstadt Działdowo (deutsch Soldau i. Ostpr.).

## Geschichte
Die kleine Landgemeinde Truszczyn wurde 1874 in den neu errichteten Amtsbezirk Zwiniarz (1942 bis 1945 Schweinichen, polnisch ebenfalls Zwiniarz) im Kreis Löbau (Westpreußen) aufgenommen. Am 1. Dezember 1910 zählte Truszczyn 445 Einwohner.
Truszczyn lag in der Region, die mit dem Soldauer Gebiet gemäß Versailler Vertrag von 1919 an Polen abgetreten werden musste. Die Überstellung erfolgte am 10. Januar 1920. Truszczyn, polnisch „Truszczyny“, wurde in die neu gebildete polnische Landgemeinde Prątnica eingegliedert, die dann am 26. Oktober 1939 zum Deutschen Reich kam. Truszczyny hieß nun wieder „Truszczyn“. Die Landgemeinde Prątnica wurde 1940 in den Amtsbezirk Pronikau (polnisch Prątnica) umgewandelt, gleichzeitig der Kreis Löbau (Westpreußen) in Kreis Neumark (Westpreußen) umbenannt. Am 25. Juni 1942 erhielt Truszczyn den neuen Namen „Heikenwalde“.
Im Jahre 1945 kam das Dorf mit der Region sowie dem gesamten südlichen Ostpreußen erneut zu Polen und erhielt die polnische Namensform „Truszczyny“ zurück. Es ist heute eine Ortschaft im Verbund der Gmina Rybno (Landgemeinde Rybno, 1942 bis 1945 Rübenau, Kr. Neumark (Westpr.)) im Powiat Działdowski (Kreis Soldau), bis 1998 der Woiwodschaft Ciechanów, seither der Woiwodschaft Ermland-Masuren zugehörig. Im Jahre 2011 zählte Truszczyny 281 Einwohner.

## Kirche
Vor 1945 war Truszczyn resp. Truszczyny bzw. Heikenwalde in die evangelische Kirche Löbau (Westpreußen) (polnisch Lubawa) in der Kirchenprovinz Westpreußen der Kirche der Altpreußischen Union sowie – nach 1920 – in der Diözese Działdowo (Soldau) der Unierten Evangelischen Kirche in Polen, außerdem in die römisch-katholische Kirche Zwiniarz (1942 bis 1945 Schweinichen, polnisch ebenfalls Zwiniarz) eingepfarrt.
Heute gehört Truszczyny wie vorher zur katholischen Pfarrei Zwiniarz, die jetzt zum Dekanat Rybno (1942 bis 1945 Rübenau, Kr. Neumark (Westpr.)) in der Region Brodnica (Strasburg) im Bistum Toruń (Thorn) gehört. Die evangelischen Einwohner orientieren sich zur Jesuskirche Lidzbark (Lautenburg) innerhalb der Pfarrei der Erlöserkirche Działowo (Soldau) in der Diözese Masuren der Evangelisch-Augsburgischen Kirche in Polen.

## Verkehr
Truszczyny liegt an der Nebenstraße 1254N, die die Woiwodschaftsstraße 538 bei Dębień (Eichwalde) mit der Woiwodschaftsstraße 541 bei Tuszewo (Tuschau) verbindet. Eine Anbindung an den Bahnverkehr besteht nicht.